# Séraphine Mbeya Nawej Matemb
Séraphine Mbeya Nawej Matemb,  née le 1er mars 1960 à Lubumbashi, est une artiste peintre congolaise (RDC) et directrice de l'académie des beaux-arts à Lubumbashi.

## Biographie
Séraphine commence ses études à l'académie des beaux-arts à Lubumbashi, avant de partir pour Kinshasa et y poursuivre ses études dans le même domaine, d'où elle sort  diplômée, ce qui va faire d'elle la toute première femme à avoir obtenu un diplôme de graduat en peinture, en juillet 1983. Après beaucoup d'années de recherche et d'expérience, elle se voit confier une grande responsabilité : devenir directrice de l'académie des beaux-arts en 1998, tache qu'elle exécute  avec beaucoup d'attentions et de soins,.